# Mészáros Lóránt
Mészáros Lóránt (1879. – Budapest, 1938. február 28.) magyar vívó, olimpikon, Mészáros Ervin testvére.
Az 1906. évi nyári olimpiai játékokon, Athénban indult, amit később nem hivatalos olimpiává nyilvánított a Nemzetközi Olimpiai Bizottság. Ezen az olimpián négy vívószámban indult: tőrvívásban helyezés nélkül zárt, kardvívásban 5. lett és csapat kardvívásban 4. lett és párbajtőrvívásban szintén helyezés nélkül zárt.
Klubcsapata a Magyar AC volt.